# صيد تقليدي

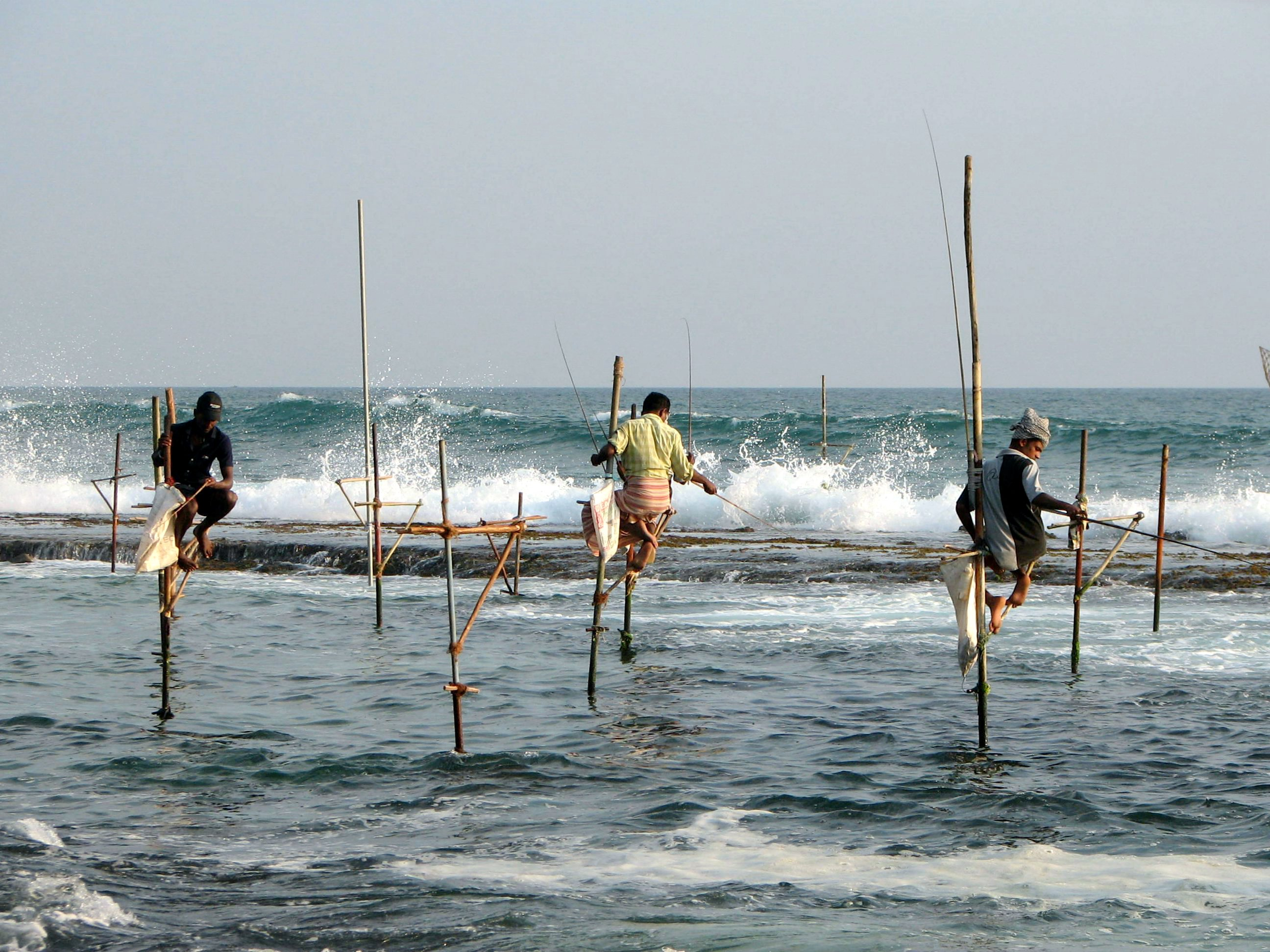
صيادون في سري لانكا

الصيد التقليدي أو الصيد الحرفي هو صيد يُمارسه أهل السواحل والجزر عن طريق آلات الصيد التقليدية، مثل الصنارة وشبكات الصيد وغير من المعدات التقليدية، وتُعد هذه الطريقة أقل رخصاً من طرق الصيد الحديثة.

## معرض صور

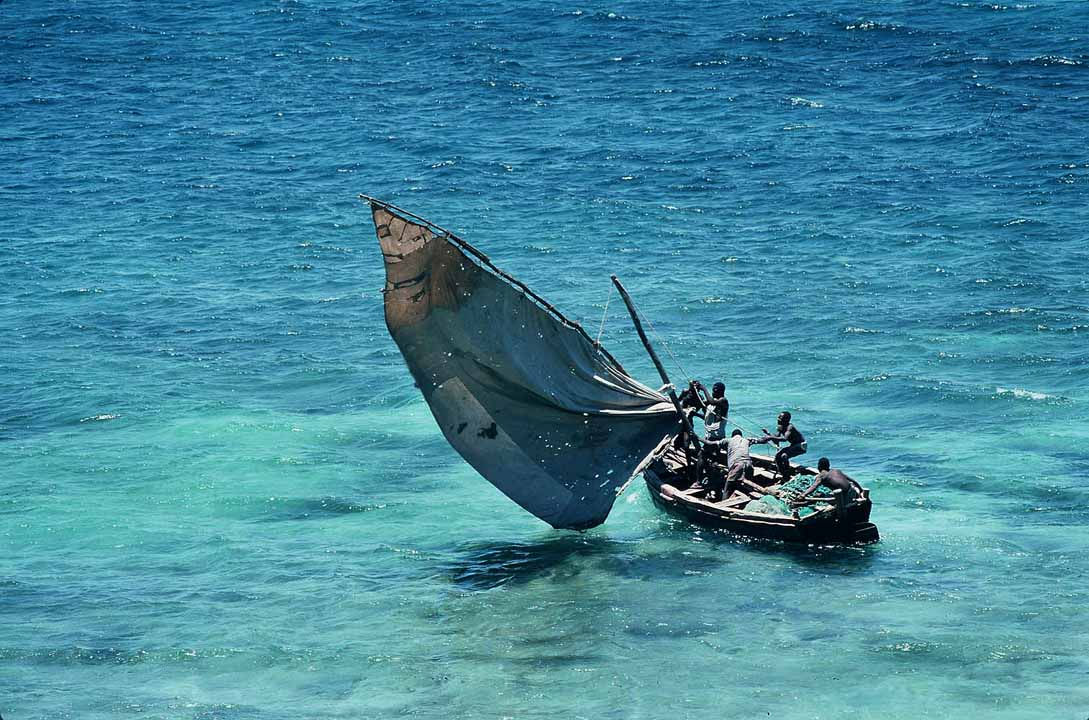
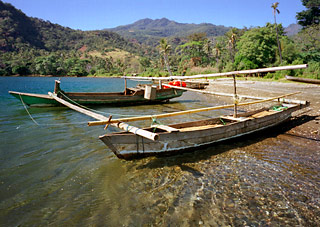
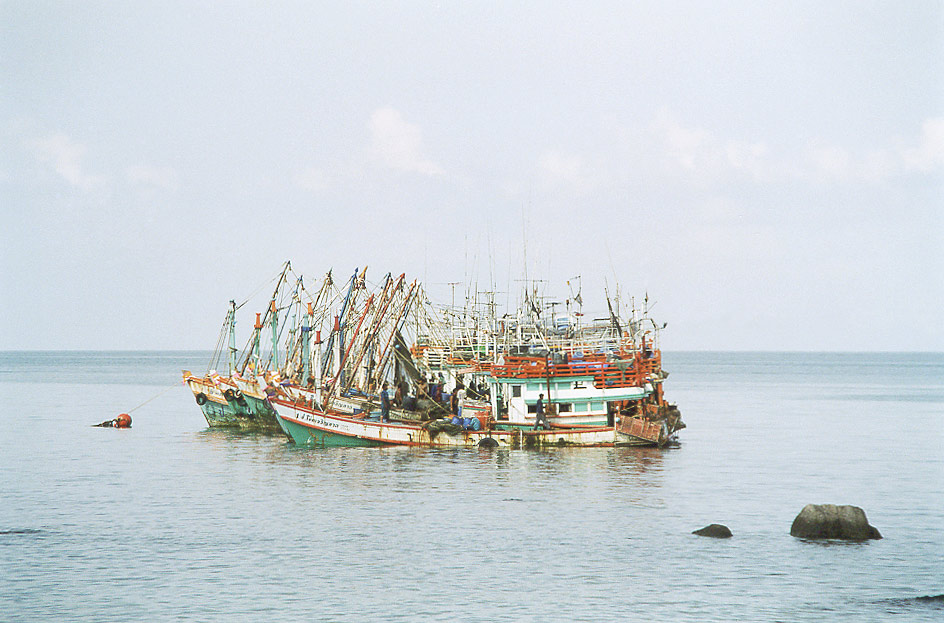